# Adrian Caldwell
Adrian Bernard Caldwell (Falls County, 4 luglio 1966) è un ex cestista statunitense, professionista nella NBA.